# Pemphigus cylindricus
Pemphigus cylindricus är en insektsart. Pemphigus cylindricus ingår i släktet Pemphigus och familjen långrörsbladlöss. Inga underarter finns listade i Catalogue of Life.